# Hengelo (stacja kolejowa)
Hengelo – stacja kolejowa w Hengelo, w prowincji Overijssel, w Holandii. Znajdują się tu 2 perony.